# Perforacja (medycyna)
Perforacja – wytworzenie się nieprawidłowego otworu na powierzchni narządu wewnętrznego, czyli jego przedziurawienie, pęknięcie. Jest najczęściej wynikiem niszczenia głębszych warstw narządu przez jakiś proces nowotworowy, bądź zapalny. Przykładem może być perforacja wrzodu żołądka – w żołądku powstaje otwarta na zewnątrz rana (otwór), przez który treść pokarmowa przedostaje się do jamy otrzewnej, a w następstwie powstaje zapalenie otrzewnej. Perforacja może być też przypadkowym przedziurawieniem narządu w trakcie zabiegu chirurgicznego, np. podczas łyżeczkowania macicy.
Perforacja (stomatologia, endodoncja) – powikłanie w trakcie preparacji dostępu do jamy zęba lub podczas dalszego przebiegu leczenia kanałowego. Zazwyczaj dochodzi do tego wówczas, gdy wykonujący zabieg nie przeanalizuje wielkości i kształtu korony, komory miazgi zęba, rozmieszczenia i budowy korzeni oraz przebiegu światła kanałów. Powstaje wówczas otwór łączący komorę miazgi lub kanał korzeniowy z tkankami otaczającymi ząb (tkankami przyzębia).